# Kryterium Rayleigha

Linia czerwona – wypadkowe natężenie światła

Kryterium Rayleigha – orientacyjne kryterium pozwalające ocenić, czy dwie linie widmowe światła są rozdzielone. Lord Rayleigh, najprawdopodobniej autor pojęcia „zdolność rozdzielcza”, za warunek rozróżnialności obrazów dyfrakcyjnych dwóch równoległych linii widmowych przyjął następujące kryterium:
Maksimum jednego obrazu dyfrakcyjnego leży w miejscu minimum drugiego obrazu.
Kryterium to stosowane jest do określania zdolności rozdzielczej elementów i układów optycznych. Nie jest ono ścisłym prawem i ma charakter jedynie narzędzia pomocniczego. W zależności od warunków (natężenia światła, braku lub obecności światła rozproszonego, powierzchni ekranu) można rozróżniać obiekty, które nie spełniają ściśle kryterium Rayleigha. W niesprzyjających warunkach, nawet obrazy spełniające warunek Rayleigha mogą pozostać nierozróżnialne.
Kryterium Rayleigha, w powyższym słownym sformułowaniu, dotyczy rozdzielczości liniowej. Określa się je również dla rozdzielczości kątowej, ponieważ w rzeczywistych układach optycznych promienie tworzące nakładające się obrazy dyfrakcyjne nie są ściśle równoległe, chociaż kąt między nimi, w przypadku określania rozdzielczości, pozostaje bardzo mały. Dla obrazów dyfrakcyjnych powstałych po przejściu światła przez otwór kołowy warunek Rayleigha można zapisać wzorem
|  |  | {\displaystyle \sin \varphi =1{,}22{\frac {\lambda }{d}},} |  | (1) |

gdzie:
{\displaystyle \varphi } – minimalny kąt między promieniami, których obrazy mają być rozróżnialne, czyli inaczej – ich odległość kątowa,
{\displaystyle \lambda } – długość fali światła,
{\displaystyle d} – średnica otworu.
Ponieważ kąt {\displaystyle \varphi } jest bardzo mały, można zapisać w przybliżeniu:
|  |  | {\displaystyle \varphi =1{,}22{\frac {\lambda }{d}}.} |  | (2) |

## Opis ilustracji
Znaczenie poszczególnych części ilustracji znajdującej się po prawej stronie:
- A – dwa maksima dyfrakcyjne leżą tak blisko siebie, że ich linie zlewają się w jedną – są nierozróżnialne,
- B – linie są bardzo trudno rozróżnialne,
- C – spełnione jest kryterium Rayleigha (maksimum pierwszej linii pokrywa się z minimum drugiej) – linie są rozróżnialne,
- D – linie są wyraźnie rozróżnialne.

## Zdolność rozdzielcza przyrządów optycznych
W przypadku soczewki do określenia kątowej zdolności rozdzielczej stosuje się wzór (2), przy czym {\displaystyle d} oznacza tu średnicę soczewki. Liniowa zdolność rozdzielcza doskonałej soczewki o ogniskowej {\displaystyle f} wyraża się wzorem
|  |  | {\displaystyle l=1{,}22\,f\,{\frac {\lambda }{d}},} |  | (3) |

przy czym {\displaystyle l} należy rozumieć jako minimalną odległość obiektów, które są jeszcze rozróżnialne. Wzory powyższe stosuje się również do obiektywów, lecz w tym przypadku {\displaystyle d} oznacza efektywną średnicę obiektywu, zależną od jego budowy i stosowanej przesłony. W przypadku teleskopu przyjmuje się trochę słabsze kryterium zdolności rozdzielczej.
Zdolność rozdzielczą teleskopu w sekundach kątowych określa wzór:
|  |  | {\displaystyle r={\frac {0{,}26''\cdot \lambda }{D}},} |  | (4) |

gdzie:
{\displaystyle \lambda } – długość fali [nm],
{\displaystyle D} – średnica czynna teleskopu [mm].
Ponieważ oko ludzkie jest najbardziej czułe na długość fali ok. 550 nm (kolor zielony), wzór można uprościć do postaci:
|  |  | {\displaystyle r={\frac {143}{D}}.} |  | (5) |